# E37 (Maleisië)

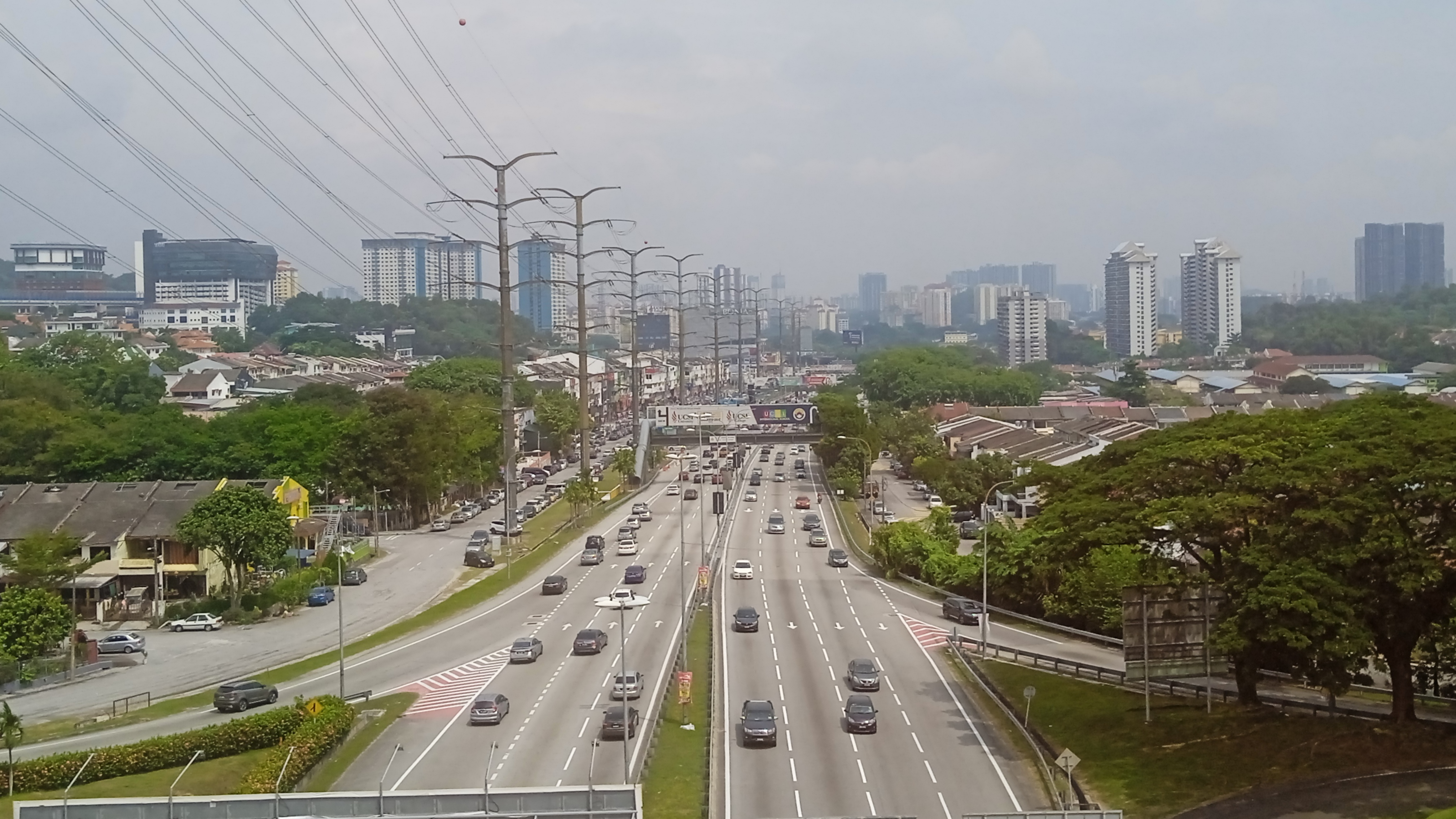
De E37

De E37 of Lebuhraya Hubungan Timur-Barat (East–West Link Expressway/Salak Expressway) is een autosnelweg in Maleisië. De snelweg is 13 kilometer lang en verbindt Seputeh met Taman Connaught. De E37 werd afgewerkt in 1995.
E1 ·
E2 ·
E3 ·
E4 ·
E5 ·
E6 ·
E7 ·
E8 ·
E9 ·
E10 ·
E11 ·
E12 ·
E13 ·
E14 ·
E15 ·
E16 ·
E17 ·
E18 ·
E19 ·
E20 ·
E21 ·
E22 ·
E23 ·
E24 ·
E25 ·
E26 ·
E27 ·
E28 ·
E29 ·
E30 ·
E31 ·
E32 ·
E33 ·
E35 ·
E36 ·
E37 ·
E38 ·
E39 ·